# Walter Bennett (calciatore 1997)
Walter Bennett (18 marzo 1997) è un calciatore olandese, centrocampista dello SC Feyenoord e della nazionale arubana.

## Carriera

### Club
Ha giocato nelle serie minori del campionato olandese.

### Nazionale
Nel 2015 ha preso parte al campionato nordamericano Under-20 con la nazionale arubana Under-20; nel 2018 ha esordito in nazionale.

## Statistiche

### Cronologia presenze e reti in nazionale
| Cronologia completa delle presenze e delle reti in nazionale ― Aruba | Cronologia completa delle presenze e delle reti in nazionale ― Aruba | Cronologia completa delle presenze e delle reti in nazionale ― Aruba | Cronologia completa delle presenze e delle reti in nazionale ― Aruba | Cronologia completa delle presenze e delle reti in nazionale ― Aruba | Cronologia completa delle presenze e delle reti in nazionale ― Aruba | Cronologia completa delle presenze e delle reti in nazionale ― Aruba | Cronologia completa delle presenze e delle reti in nazionale ― Aruba |
| Data                                                                 | Città                                                                | In casa                                                              | Risultato                                                            | Ospiti                                                               | Competizione                                                         | Reti                                                                 | Note                                                                 |
| -------------------------------------------------------------------- | -------------------------------------------------------------------- | -------------------------------------------------------------------- | -------------------------------------------------------------------- | -------------------------------------------------------------------- | -------------------------------------------------------------------- | -------------------------------------------------------------------- | -------------------------------------------------------------------- |
| 9-9-2018                                                             | Willemstad                                                           | Aruba                                                                | 3 – 1                                                                | Bermuda                                                              | CONCACAF Nations League 2019-2020 - 1º turno                         | -                                                                    | 74’                                                                  |
| 16-10-2018                                                           | Les Abymes                                                           | Guadalupa                                                            | 0 – 0                                                                | Aruba                                                                | CONCACAF Nations League 2019-2020 - 1º turno                         | -                                                                    | 81’                                                                  |
| 22-3-2019                                                            | North Sound                                                          | Saint Lucia                                                          | 3 – 2                                                                | Aruba                                                                | CONCACAF Nations League 2019-2020 - 1º turno                         | -                                                                    | 69’                                                                  |
| Totale                                                               |                                                                      | Presenze                                                             | 3                                                                    |                                                                      | Reti                                                                 | 0                                                                    |                                                                      |